# Ирена Йорданова
Ирена Йорданова (на македонска литературна норма: Ирена Јорданова) е северномакедонска писателка на проза.

## Биография и творчество
Ирена Йорданова е родена на 8 септември 1980 г. в Скопие, тогава в Социалистическа република Македония, днес в Северна Македония.
Завършва филология в катедра „Обща и сравнителна литература“ във Филологическия факултет „Блаже Конески“ на университета „Св.св. Кирил и Методий“ в Скопие. Докато следва започва да пише. Първият ѝ разказ „Улици“ е публикуван през 2005 г. в студентско взаимно издание „Пресметка кај ОКК“.
След дипломирането си работи като журналист във всекидневника „Утрински Весник“ и редактира македонското онлайн лайфстайл списание „Динамик“.
Първият ѝ роман „Помеѓу“ (Междувременно) е издаден през 2008 г. Книгата е финалист за престижната литературна награда за „роман на годината“ на „Утрински Весник“. Със своята творческа проза участва в множество събития, четения и конференции и участва в Международното биенале на младите художници от Европа през 2009 г.
Вторият ѝ роман „Катализатор 33“ е издаден през 2010 г. Преведен е на английски език през 2012 г. и става бестселър в „Амазон“. „Покорният плаващ кораб“ от 2018 г. е нейният трети роман.
Критиците намират нейния стил на писане като фикция със смела самоирония, изява на широка литературна култура и пълен набор от техники за разказване на истории. Чрез постоянен диалог между „Аз и другия“, чрез различни алегории, чрез съпоставяне на фиксация и мобилност, създава в произведенията си „нова етика“ в рамките на традиционните литературни норми. В творби ѝ има доминиране на причудливото и приказното като естетически и етичен елемент, което придава на прозата ѝ оригинален характер.
Ирена Йорданова живее в Скопие.

## Произведения

### Самостоятелни романи
- Помеѓу (2008)
- Катализатор 33 (2010)
- Послушен брод што плови (2018)

### Разкази
- Улици (2005)
- Бони и Клајд (2007)
- Мајка Расоуштеница (2009)
- Неколку скалила до небото (2012) – в „Антологија на македонскиот современ расказ“
- Две минијатури (2013)
- Милисекунди љубов (2014)